# Ciclocross

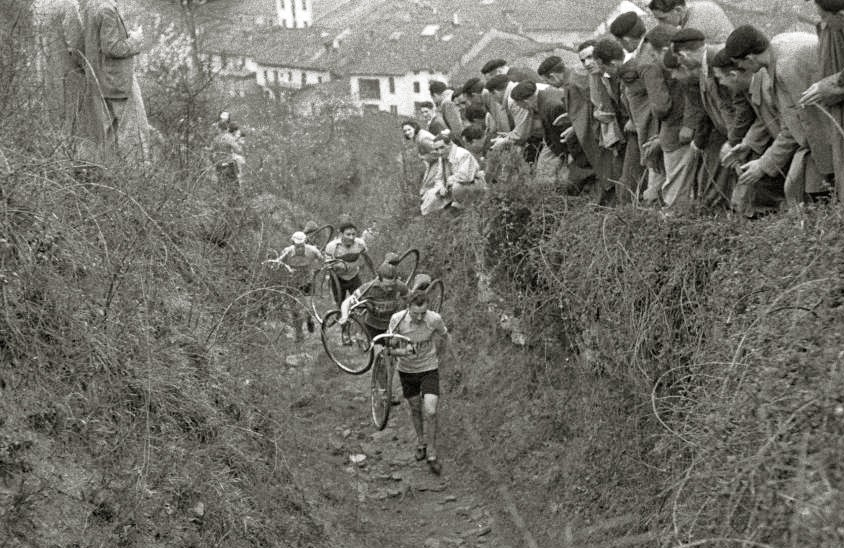
Campionato spagnolo di ciclocross (1947)

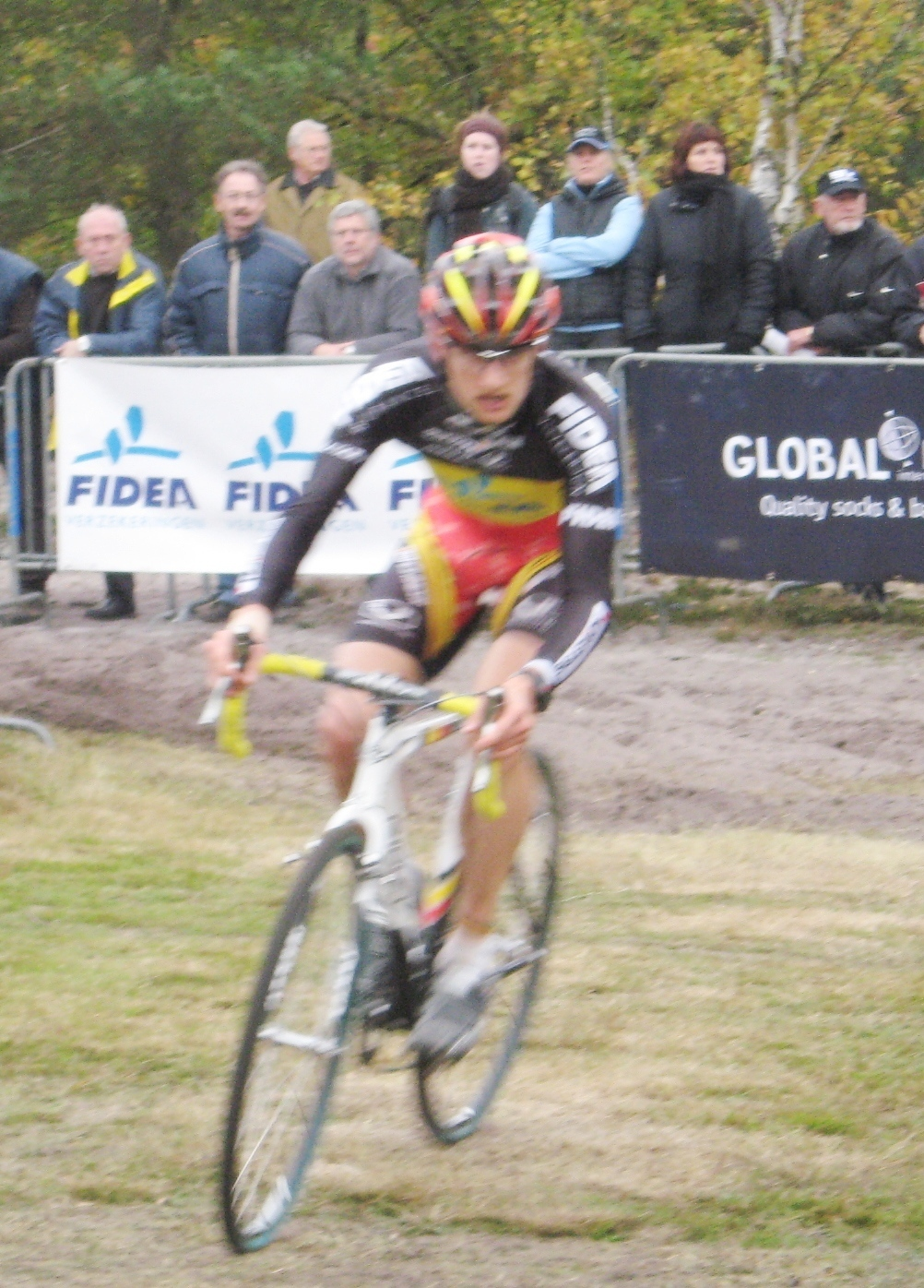

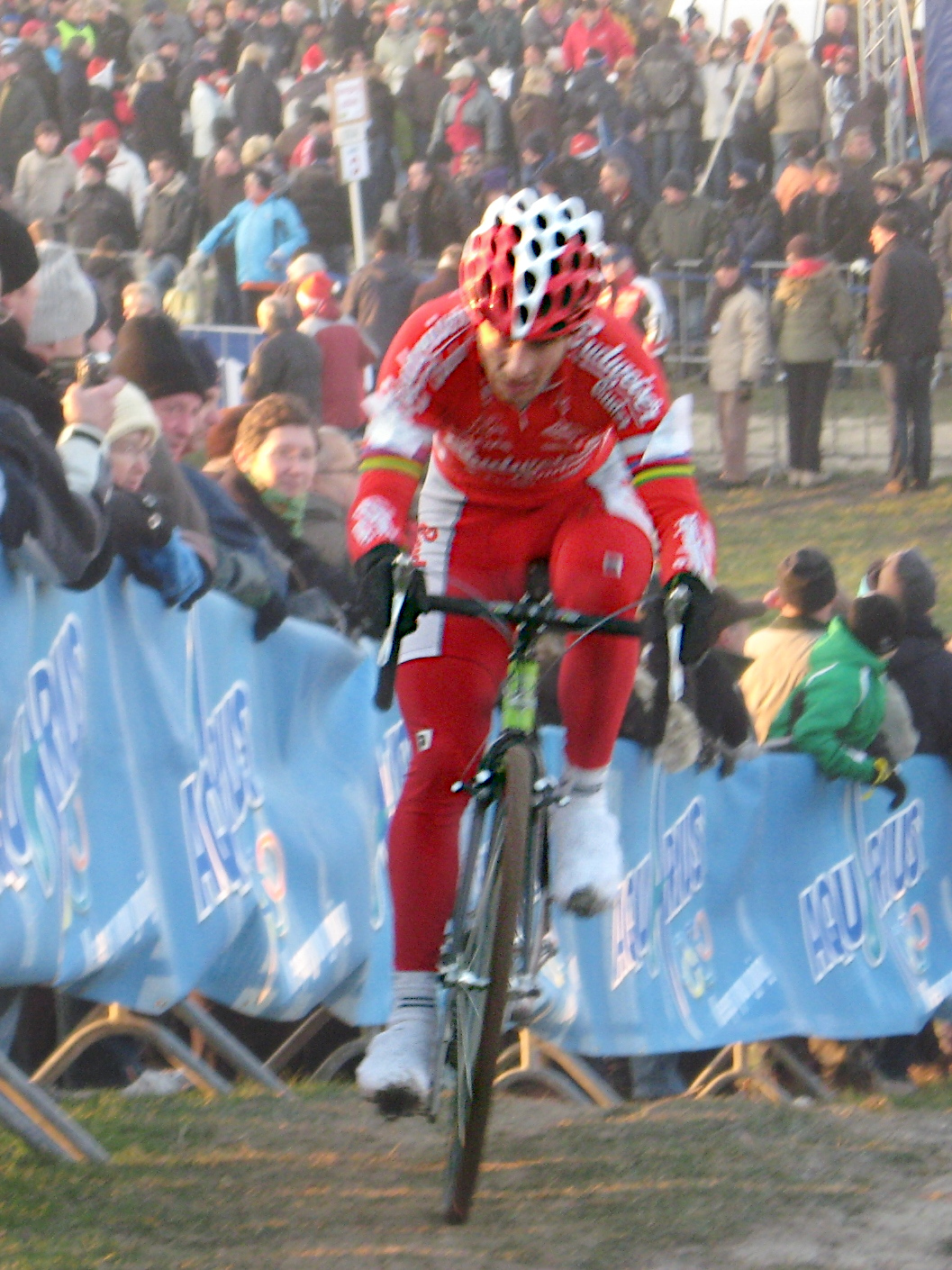

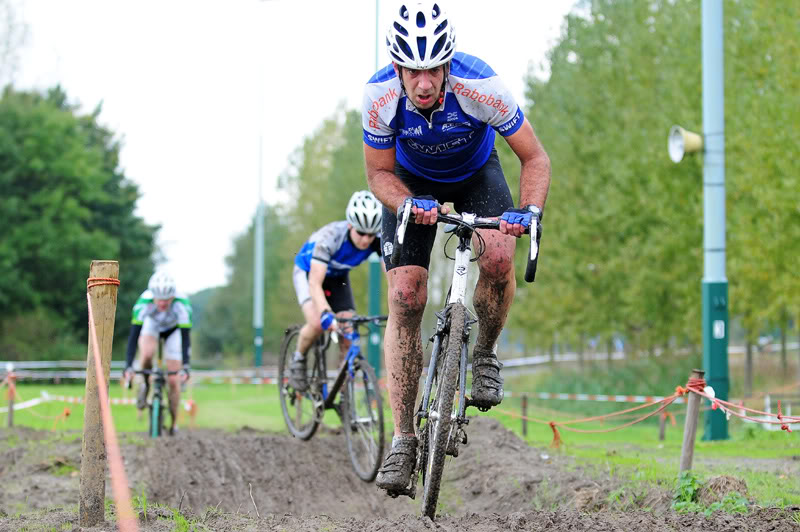

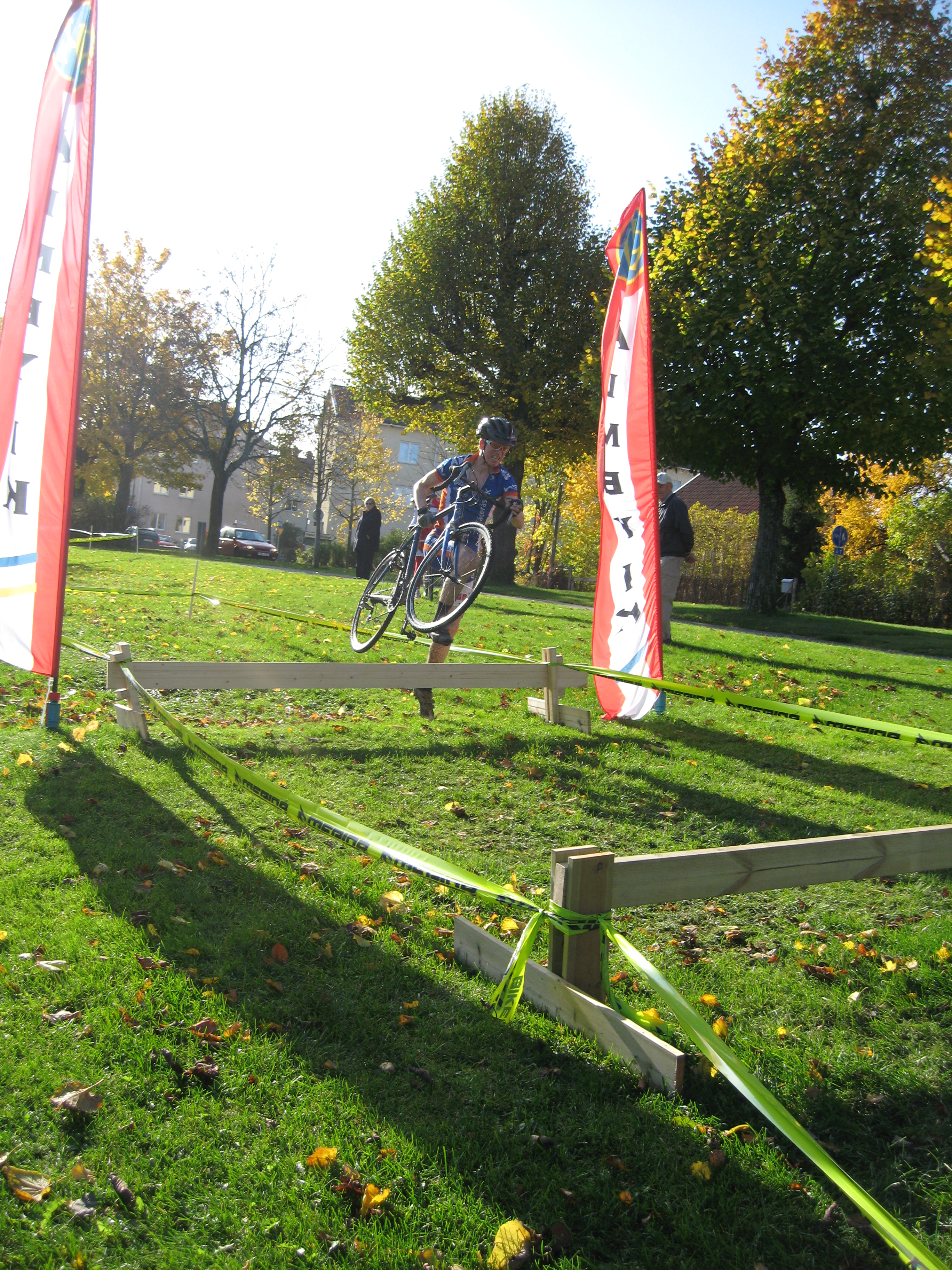

Il ciclocross, o ciclocampestre, è un tipo di attività ciclistica, praticata abitualmente in autunno e nei mesi invernali, in attesa della ripresa dell'attività agonistica su strada.

## Storia[5]
Le origini di questo sport risalgono ai primi del Novecento: d'inverno i ciclisti, per tenersi in forma, passavano con le loro bici nei prati. In questo modo allenavano e mettevano alla prova la forza muscolare, il fiato e la capacità di guida del mezzo, alternando alla pedalata i momenti in cui bisognava correre per scavalcare i fossi o superare salite troppo ripide.
Octave Lapize fu uno dei primi a praticare questo tipo di allenamento e a "inventare" la tipica corsa con la bicicletta sulle spalle.
La Francia fu la culla di questo sport: nel 1902 furono organizzati i primi campionati nazionali, sotto la guida di Daniel Gousseau e Géo Lefèvre, quest'ultimo ideatore del Tour de France. Negli anni seguenti il ciclocross (ancora con l'accezione di "ciclocross pedestre") si diffuse in Belgio, Svizzera, Spagna, Italia, Lussemburgo.
La prima gara internazionale fu "Le Critérium International de Cross-Country Cyclo-Pédestre", tenutosi a Parigi nel 1924.
Solo negli anni quaranta l'Unione Ciclistica Internazionale cominciò a regolare il ciclocross e il primo campionato mondiale si tenne a Parigi nel 1950 e fu vinto da Jean Robic.
I francesi dominarono le prime nove edizioni, dal 1950 al 1958, fino alla vittoria di Renato Longo nel 1959 e si ripeté nel 1962, 1964, 1965 e 1967. Eric De Vlaeminck dominò la scena negli anni sessanta e settanta, vincendo il titolo mondiale nel 1966, 1968, 1969, 1970, 1971, 1972, 1973. Sia pure con risultati meno eclatanti, anche suo fratello Roger si ritagliò un posto nella storia di questa disciplina, conquistando l'iride nel 1975.
In una specialità dominata dai belgi, lo svizzero Albert Zweifel si dimostrò vincente e longevo, con cinque vittorie nella massima competizione mondiale (1976, 1977, 1978, 1979, 1986).

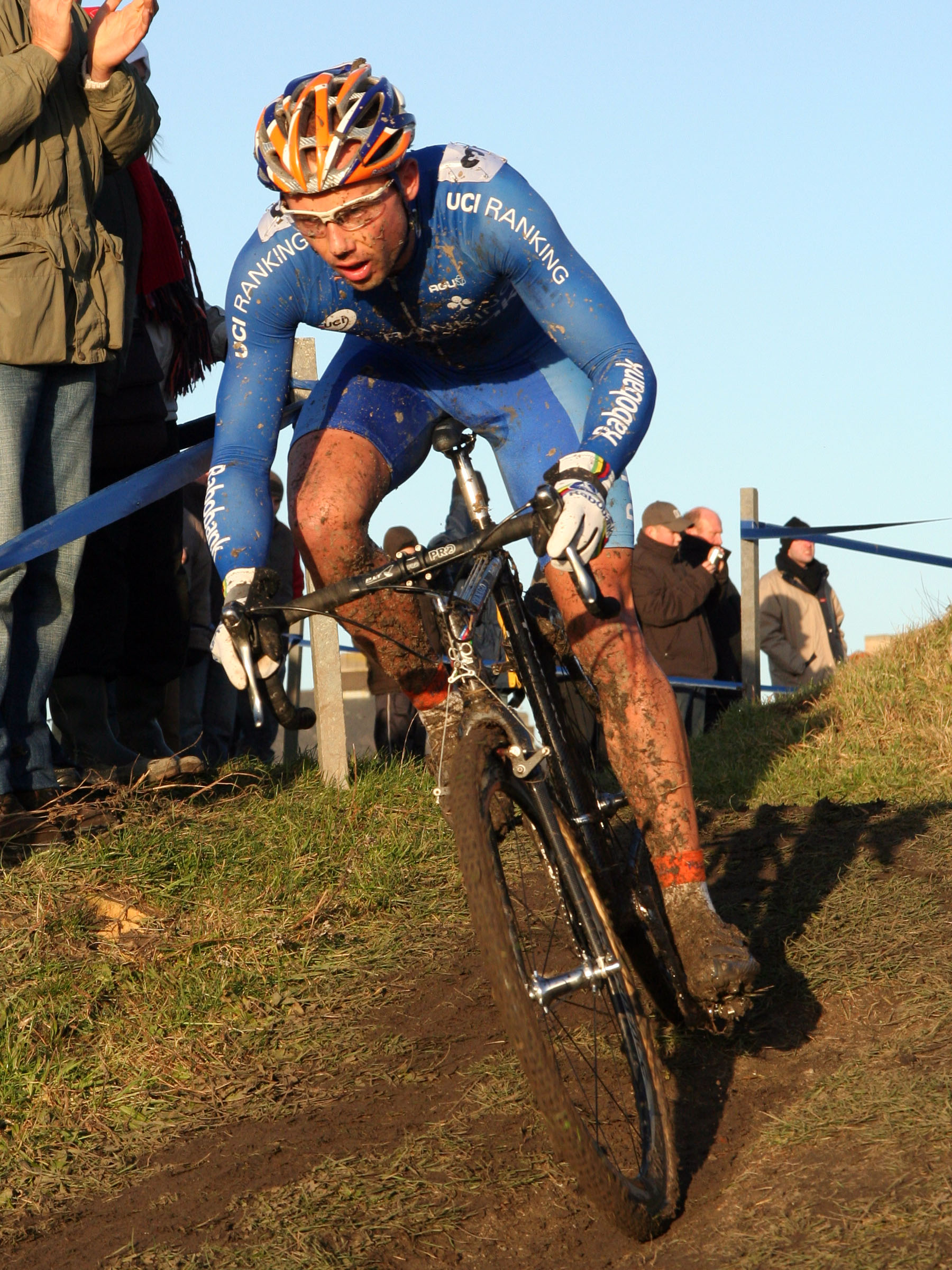
Sven Nys, il "cannibale" del ciclocross

Negli anni settanta il ciclocross si diffuse anche negli Stati Uniti: il livello era tuttavia più basso di quello delle gare europee e furono pochissimi i corridori americani che parteciparono alle gare di Coppa del mondo, del Superprestige e dei Mondiali, le tre competizioni più importanti. Ai mondiali il primo successo americano arrivò nel 1999 con il titolo di Matthew Kelly nella gara giovanile, mentre il maggior numero di medaglie a stelle e strisce si verificò nel 2007 nella città belga di Hooglede con tre secondi posti: nella gara maschile professionistica Jonathan Page fu sconfitto dal belga Erwin Vervecken, nella gara femminile Katie Compton perse di un secondo contro la francese Maryline Salvetat e nella gara maschile junior Danny Summerhill fu battuto da un altro belga, Joeri Adams.
Nel ciclocross gli italiani sono stati presenti a fasi alterne: dopo il dominatore degli anni sessanta, Renato Longo, l'Italia ha dovuto aspettare trent'anni per vedere un altro azzurro vincere, Daniele Pontoni nel 1997 a Monaco di Baviera.
Il ciclocross risente, meno degli altri sport, della globalizzazione: Belgio (Sven Nys, Bart Wellens, Erwin Vervecken), Paesi Bassi (Lars Boom) e Francia (John Gadret) sono nazioni con una tradizione consolidata; la Repubblica Ceca ha due rappresentanti di alto livello (il campione del mondo Zdeněk Štybar, Martin Bina e Radomír Šimůnek: quest'ultimo è figlio di Radomír Šimůnek, campione del mondo nel 1991).
La donna più titolata di sempre a livello mondiale è l'olandese Marianne Vos con sette titoli mondiali ed un bronzo, seguita dalla tedesca Hanka Kupfernagel, con quattro ori e alcune medaglie minori, e dalla francese Laurence Leboucher con due titoli mondiali.
Alcuni ciclocrossisti sono stati anche professionisti su strada di successo: i primi sono stati Jean Robic, Roger de Vlaeminck, dopodiché non si è avuto più nessuno per alcuni decenni; dagli anni 2010 vi sono stati Wout van Aert, Mathieu van der Poel e Thomas Pidcock.

## Tecnica[5]
Le biciclette utilizzate sono molto simili alle bici da corsa: leggere, con ruote sottili, ma più robuste e meno rigide, con pneumatici dotati di tasselli più o meno pronunciati. Le misure del telaio da ciclocross, a confronto di una bici da strada, sono più compatte. Il movimento centrale è più alto da terra (per evitare meglio gli ostacoli), carro posteriore e forcella anteriore sono più larghe per evitare che il fango blocchi le ruote durante la competizione; per lo stesso motivo vengono normalmente utilizzati freni di tipo Cantilever.
Nel 2010 il regolamento ha introdotto la possibilità di utilizzare freni a disco, tecnologia di derivazione mountain bike.
Sono inoltre utilizzate corone anteriori con dentatura inferiore a quella normalmente usata nel ciclismo su strada per poter usufruire di rapporti più corti per affrontare più facilmente le asperità del terreno.
L'abbigliamento da ciclocross è leggermente differente da quello da strada: solitamente, infatti, i corridori indossano un body aderente simile a quello usato nelle competizioni a cronometro su strada. Questa scelta non è dovuta a ragioni aerodinamiche (nel CX le velocità medie sono inferiori ai 30 km/h) ma per permettere una maggiore libertà di movimento ed evitare che i vestiti si impiglino in rami o rovi.
Le scarpe sono quelle da mountain bike, con attacco a sgancio rapido con piastrina metallica con due o quattro agganci: è necessario infatti sganciare spesso i piedi dai pedali per superare ostacoli, fossi, scalinate, quindi una maggiore possibilità di agganciare il pedale rapidamente è ricercata; bisogna correre per lunghi tratti; la tacchetta in plastica utilizzata nel ciclismo su strada è troppo fragile e funzionerebbe male con il fango.

## Gare[5]
Le competizioni consistono in circuiti fuori strada, molto brevi (da 2 a 5 km) ripetuti più volte, (su erba, sterrato e con ostacoli) dalle durate variabili secondo le categorie in gara: 25 min. se agonisti esordienti, 30 min. se Allievi, 40 min. se juniores, 1 hr se Under23 e da 1hr. a 70 min. se Elite.
La distanza della gara non è prefissata: ne viene stabilita la durata dalla giuria, sulla base del tempo dei primi due giri per far durare la gara per un tempo prevedibile. La formula delle gare a tempo (e non su distanza prefissata) è utilizzata anche nel motocross.
I percorsi sono generalmente in prati e boschi, con brevissimi tratti in asfalto (solitamente il solo rettilineo d'arrivo), con un fondo e una pendenza continuamente variabili, salite e discese brevi e molto ripide, molte curve angolate e talvolta tratti su sentiero stretto, dove passa una sola bicicletta per volta (il cosiddetto "single-track", noto ai praticanti del mountain biking).
La caratteristica principale dei tracciati è la loro estrema variabilità: le sezioni (salite, discese, scalinate ecc.) sono brevissime, durano una manciata di secondi, costringendo i corridori a una continua attenzione e a una grande adattabilità. Le scalinate, per regolamento, possono essere affrontate esclusivamente a salire.
I terreni sui quali si corre sono: prato, fango, sabbia e asfalto.
Solitamente il percorso è più scorrevole di quello delle gare di cross-country in mountain bike, inoltre vengono evitati i terreni rocciosi o con grandi salti, dato che le bici da ciclocross non sono ammortizzate.
Durante le corse, spesso il corridore è costretto (a causa delle pendenze o della presenza di fango) a scendere dalla bici e superare l'ostacolo a piedi, trasportando la bici in spalla. Solitamente circa il 90% del tracciato è percorribile in sella alla bicicletta.
Durante le gare è permesso cambiare bicicletta e ricevere assistenza tecnica su punti del percorso prestabiliti dalla giuria. Dal 1999 in Coppa del Mondo e nelle gare internazionali è stata introdotta una vera e propria pit-lane: non sono rari i casi in cui un corridore, in condizioni particolarmente critiche, abbia cambiato il mezzo praticamente a ogni giro.
Negli anni i percorsi delle gare di ciclocross sono diventati sempre più veloci, per evitare distacchi eccessivi che rendessero l'esito della gara scontato dopo pochi minuti.
L'utilizzo di ostacoli artificiali è la prassi: secondo regolamenti dell'UCI, la loro altezza massima è 40 cm e si possono porre solo due ostacoli successivi.
L'altezza è tale da scoraggiare i tentativi di salto (il "bunny hop") rimanendo in sella al proprio mezzo: lo spirito del ciclocross, infatti, è correre con la bici in spalla.

## Galleria d'immagini

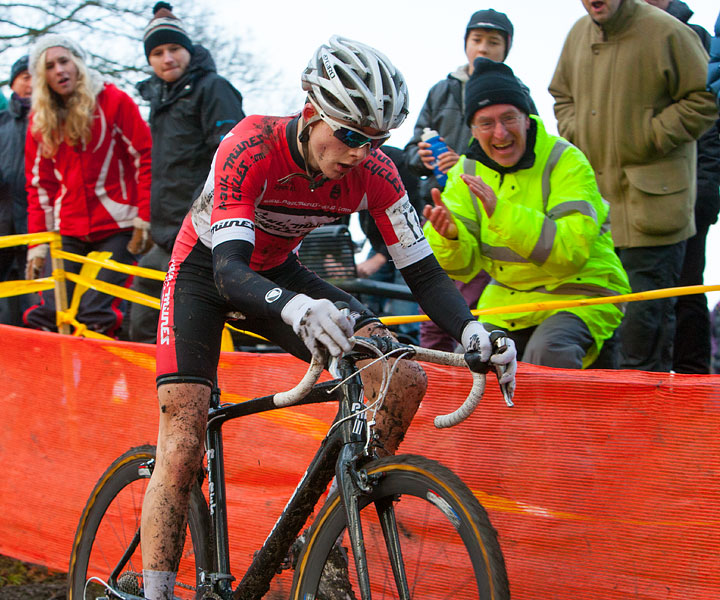
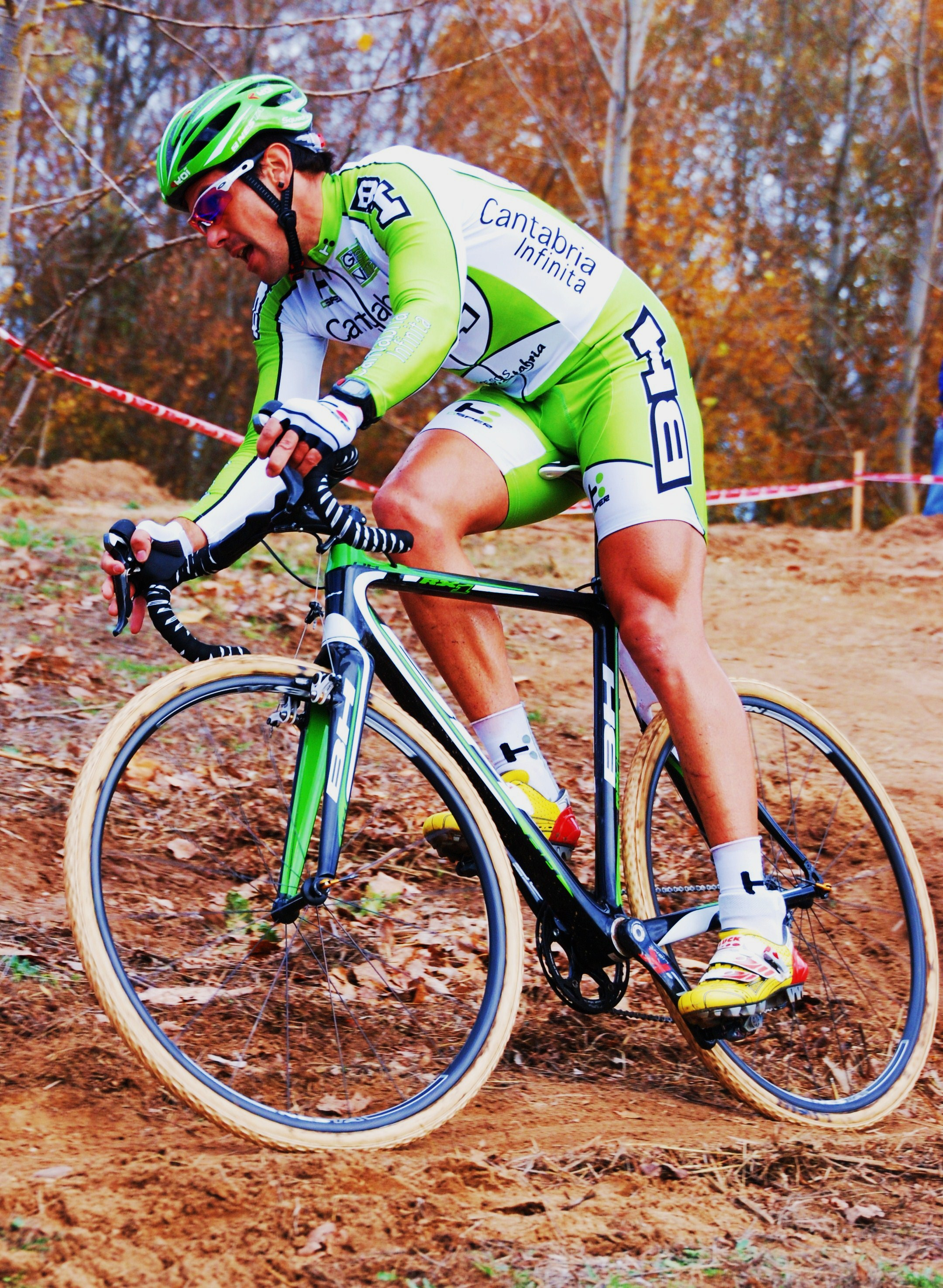
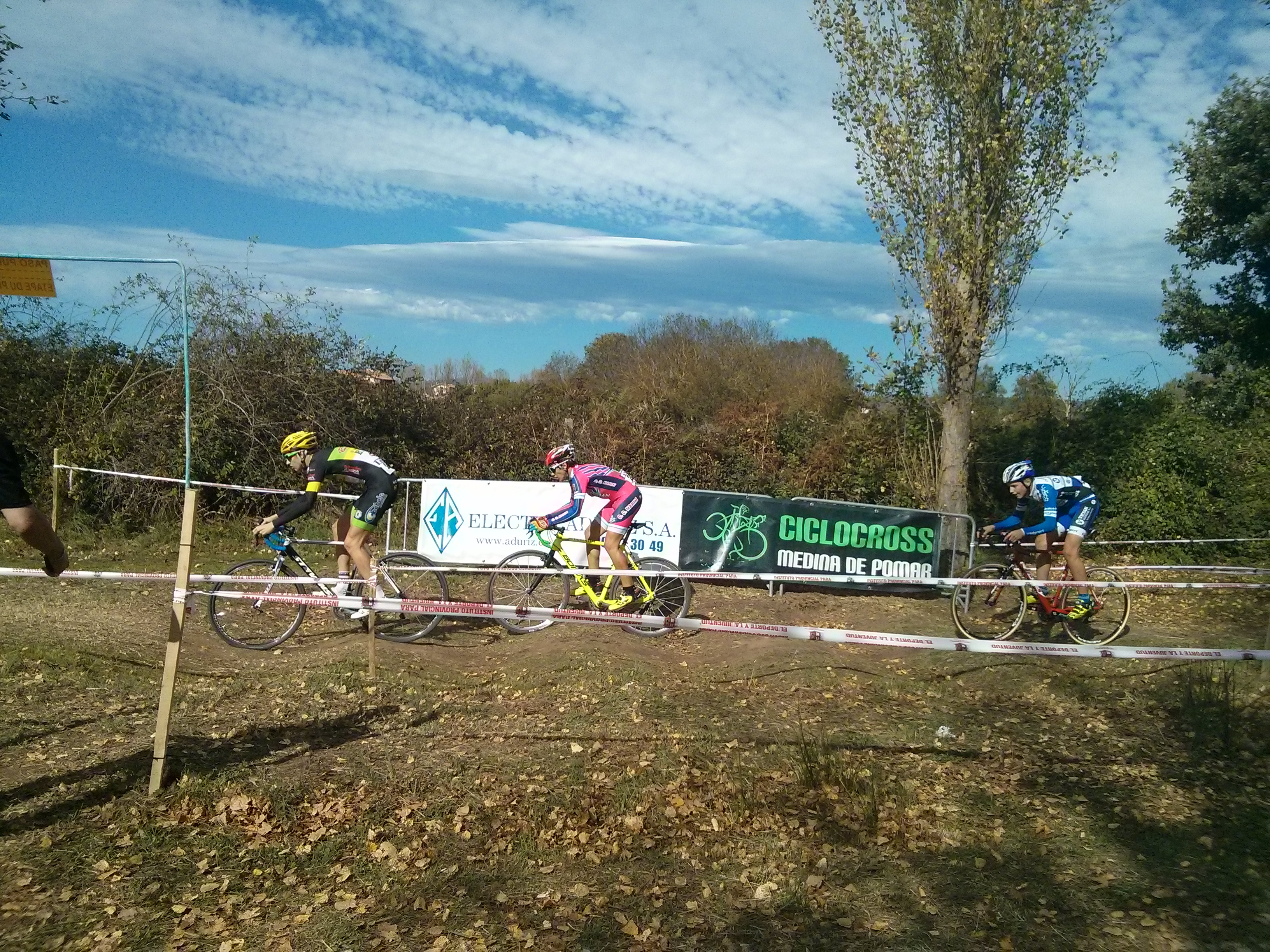
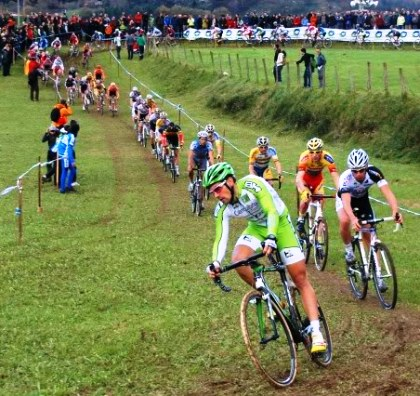
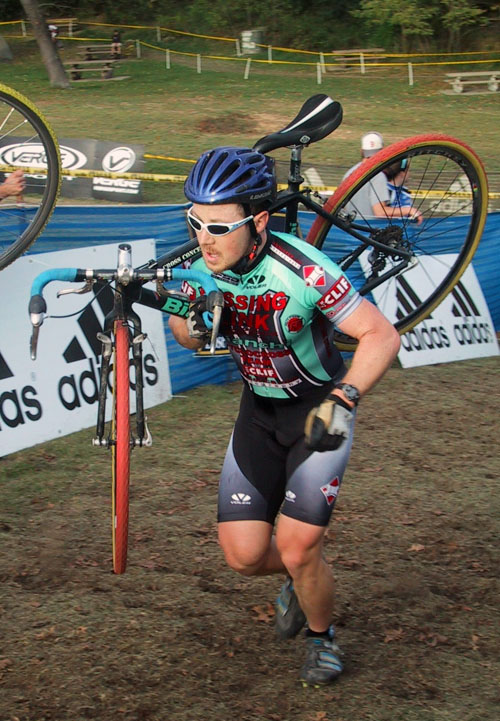
Gara amatoriale di ciclocross